# 青海翠雀花
青海翠雀花（学名：Delphinium tatsienense var. chinghaiense）为毛茛科翠雀属下的一个变种。

## 扩展阅读
- 維基物種上的相關：青海翠雀花